# North Hertfordshire
North Hertfordshire is een Engels district in het shire-graafschap (non-metropolitan county OF county) Hertfordshire en telt 133.000 inwoners. De oppervlakte bedraagt 375 km².
Van de bevolking is 15,9% ouder dan 65 jaar. De werkloosheid bedraagt 2,1% van de beroepsbevolking (cijfers volkstelling 2001).

## Plaatsen in district North Hertfordshire
- Baldock
- Hitchin
- Letchworth

## Civil parishesin district North Hertfordshire
Ashwell, Barkway, Barley, Bygrave, Caldecote, Clothall, Codicote, Graveley, Great Ashby, Hexton, Hinxworth, Holwell, Ickleford, Kelshall, Kimpton, King’s Walden, Knebworth, Langley, Lilley, Newnham, Nuthampstead, Offley, Pirton, Preston, Radwell, Reed, Royston, Rushden, Sandon, St Ippolyts, St Paul’s Walden, Therfield, Wallington, Weston, Wymondley.